# Jorre Verstraeten
Jorre Verstraeten (ur. 4 grudnia 1997) – belgijski judoka. Dwukrotny olimpijczyk. Zajął dziewiąte miejsce w Tokio i Paryżu. Walczył w wadze ekstralekkiej.
Piąty na mistrzostwach świata w 2023; uczestnik zawodów w 2018, 2019, 2021, 2022 i 2024. Startował w Pucharze Świata w 2017 i 2018. Brązowy medalista mistrzostw Europy w 2020 i 2022; piąty w 2023. Trzeci na igrzyskach europejskich w 2019. Brązowy medalista młodzieżowych igrzysk olimpijskich z 2014. Drugi na ME juniorów w 2017. Trzeci na MŚ kadetów w 2013 roku.

## Letnie Igrzyska Olimpijskie 2020
| Konkurencja | Eliminacje            | Eliminacje             | Klas. końcowa |
| Konkurencja | Przeciwnik I          | Przeciwnik II          | Miejsce       |
| ----------- | --------------------- | ---------------------- | ------------- |
| 60 kg       | Moritz Plafky (GER) Z | Naohisa Takatō (JPN) P | 9.            |

## Letnie Igrzyska Olimpijskie 2024
| Konkurencja | Eliminacje           | Eliminacje                 | Klas. końcowa |
| Konkurencja | Przeciwnik I         | Przeciwnik II              | Miejsce       |
| ----------- | -------------------- | -------------------------- | ------------- |
| 60 kg       | Jairo Moreno (ESA) Z | Francisco Garrigós (ESP) P | 9.            |